# Tell (Zeitschrift)
Tell, später Tell: Magazin ohne Grenzen (ISSN 1421-7090), war eine bedeutende nonkonformistische Schweizer Zeitschrift, die von 1979 bis 1985 existierte. Sie entstand aus der Fusion des focus: das zeitkritische Magazin und der LeserZeitung (ISSN 1421-7104).
Vollamtliche Redaktionsmitglieder waren zu Beginn Willy Bär, Jean-Michel Berthoud, Ruedi Christen, Mathias Klemm, Heidi Kloeber, Cécile Matzinger, Gaby Schmuklerski und Heinzpeter Studer.

## Bezug zu Wilhelm Tell
Die der Neuen Linken nahestehende Redaktion der Zeitschrift begründete die Wahl des Titels wie folgt:

«In den letzten 10 Jahren gab es […] eine Renaissance des aufrührerischen, fortschrittlichen Tell-Bildes. An den Demonstrationen der Neuen Linken und an 1.-Mai-Veranstaltungen erschien sein Kopf neben Ché Guevara, Mao und Ho Tschi Minh – den Symbolfiguren der neuen Befreiungsbewegungen der Dritten Welt. Und die Palästinenser erinnerten nach einem Flugzeugüberfall in Kloten das Schweizer Volk in einem Communiqué an seinen terroristischen Geschichtsmythos.
Jüngstes Beispiel des neuen Tell-Bildes ist ein Buch von Rolf Hochhut über Maurice Bavaud, den Hitler-Attentäter aus Neuenburg, den er ‹Tell 38› titulierte. Interessantes Détail aus Hochhuts Recherche: Hitler liess 14 Tage nach der Vollstreckung des Todesurteils gegen den ‹Schweizer Heckenschützen›, wie er ihn nannte, das Schillerdrama ‹Wilhelm Tell› für ganz Deutschland verbieten.
Wir haben den Namen ‹tell› gewählt, weil wir versuchen werden, gegen die Tendenz zur Gleichschaltung der Presse, gegen die Bestrebungen zum Abbau der Pressefreiheit eine echte Alternative zu den kommerziellen Grossverlagen aufzubauen.»